# 大丹生川
大丹生川（おおにゅうがわ）は、京都府舞鶴市を流れる二級水系の本流。

## 地理
京都府舞鶴市の大浦半島の西側・西大浦地区の多禰寺山（多祢寺山・多禰山・多祢山とも。標高556.3m・標高528.0m）に源を発し、大丹生地区を通り日本海（若狭湾）へ注ぐ。

## 特徴
下流の河口付近では舞鶴湾に面し、第1種漁港である西大浦漁港がある。西向き以外の3方を陸地が囲んでいるため、波が穏やかな場所である。また、大丹生遺跡が発見されており、古墳時代の土器などが出土している。
河口北側に関西電力の舞鶴石炭火力発電所が立地しているほか、南側には、関西電力のPR館エル・マールまいづると舞鶴親海公園がある。
また、この流域は、日本最北端の温州ミカン産地であり、良質な水を利用した大浦みかんが栽培されている。

## 流域の自治体
京都府
- 舞鶴市

## 主な支流
なし

## その他河川周辺
- 舞鶴市道平瀬崎線 - 舞鶴クレインブリッジ
- 浦入遺跡
- 多禰寺 - 多祢寺高原牧場